# 高橋まゆこ
高橋 まゆこ（たかはし まゆこ、9月18日 - ）は、日本の女性声優。ケンユウオフィス所属。新潟県出身。

## 人物
イマージュ付属研究所6期生。
特技は手話、バスケットボール。趣味は掃除 ミュージカル鑑賞、ヨガ。

## 出演

### テレビアニメ
2003年
- アストロボーイ・鉄腕アトム（子供、主婦）
- 宇宙のステルヴィア（アキコ・ミルズ、管制官 他）

2004年
- かいけつゾロリ（ネズミミズ、オウム、小鳥 他）

2005年
- LOVELESS（委員長、ナツミ 他）

2006年
- ケモノヅメ（小学生B、ソープ嬢、子供利江）

2007年
- 怪物王女（女の子）
- BLUE DRAGON（子供）

2008年
- 仮面のメイドガイ（部長（内藤昌））
- GUNSLINGER GIRL -IL TEATRINO-（プリッシラ）
- BLUE DRAGON 天界の七竜（少女）

2009年
- こばと。
- こんにちは アン 〜Before Green Gables（エブリン）
- NEEDLESS（七海）
- 花咲ける青少年（女生徒）

2010年
- ソ・ラ・ノ・ヲ・ト（ミシオ）

### 劇場アニメ
- 劇場版“文学少女”（2010年）

### OVA
- MURDER PRINCESS（2007年、侍女・ミラノ）
- “文学少女”メモワールIII -恋する乙女の狂想曲-（2010年、女子中学生2）
- 間の楔 第2期（2012年、ペットE）

### ゲーム
2006年
- THE ロボットつくろうぜっ! 激闘!ロボットファイト（立科ミレイ、夢野カヲリ）

2007年
- スーパーロボット大戦OG ORIGINAL GENERATIONS（ティス）
- スーパーロボット大戦OG外伝（ティス）

2008年
- 桃色大戦ぱいろん（ポプラ）

2010年
- 赤い刀（朝霞菫）
- ソ・ラ・ノ・ヲ・ト 乙女ノ五重奏（ミシオ）

2011年
- 超次元ゲイム ネプテューヌmk2（ケイブちゃん）
- 赤い刀 真（朝霞菫）

2014年
- 神次次元ゲイム ネプテューヌRe;Birth3 V CENTURY（ケイブちゃん）
- 超次次元ゲイム ネプテューヌRe;Birth2 SISTERS GENERATION（ケイブちゃん）

2020年
- Go!Go!5次元GAME ネプテューヌ re★Verse（ケイブちゃん）

### ドラマCD
- G線上の猫2（女生徒）
- LOVELESS（女性徒 他）

### 吹き替え

#### 映画
- アンダートウ 決死の逃亡（ティム〈デヴォン・アラン〉）
- インプット（新聞少年）
- カンダハール（ナファスゴル）
- クリスマスに雪が降れば（チャムナ）
- サランヘヨ あなたに逢いたくて（少女）
- デイ・アフター 首都水没
- デイブは宇宙船（女の子）
- ドラキュラ・イン・ブラッド（幼いブラッド）
- NY犯罪潜入捜査官（ジェイ）
- ブラック・スコルピオン（ボビー）
- プロジェクトV 史上最悪のダム災害（ジャンニーナ 他）
- レスリー・チャンの恋はあきらめず（ショハン）

#### ドラマ
- ER XIV 緊急救命室 #12（ケイラ・ウィークス〈アヴィオン・ベイカー〉）
- ギルモア・ガールズ
- 少林武王（阿香、若蘭）
- 太極英雄（柳若詩ヨクシー）
- 太極神拳（学文の子供時代）
- チェチェン・ウォー（大尉の娘）
- 裸足の青春（幼時のヨソク）
- MAD MEN（ボビー・ドレイパー）
- ライフ with デレク（リジー） 
  - バケーション with デレク（リジー）
- ラストキングダム（キューピット 他）

### 舞台
- 江戸人情裏長屋（亀吉）
- 国境線のある家（エリック）
- 青桐よありがとう（若い日の鈴子）
- どうして大人は?（イワン）
- みんなちがってみんないい（詩の朗読者、子供のソロ）
- あの青空を忘れない（イレーネ・マイヤー）
- 愛が聞こえますか（亜砂美）
- Honesty〜誠実（山口葵）
- ジェームス三木作 翼をください（津島由紀）

### その他
- 出光 標準タイヤ交換CM